# غونزالو ماروني
غونزالو ماروني (بالإسبانية: Gonzalo Maroni)‏ (18 مارس 1999 بقرطبة في الأرجنتين - ) هو لاعب كرة قدم أرجنتيني في مركز الوسط. لعب مع بوكا جونيورز.

## روابط خارجية
- غونزالو ماروني على موقع قاعدة بيانات كرة القدم.إي يو (الإنجليزية)
- غونزالو ماروني على موقع Soccerway.com (الإنجليزية)